# Bombardier CRJ100/200
A Bombardier CRJ100 és CRJ200 (korábbi nevükön Canadair CRJ100 és CRJ200) a kanadai Bombardier által 1991–2006 között gyártott utasszállító repülőgép-család.
A gép alapvető vonásai a cég egyik korábbi sorozatáén, a Bombardier Challenger 600 repülőjén alapulnak. A Challenger 610E névvel ellátott, kibővített (E mint Extended), 36 üléses gép előállítására irányuló fejlesztéseket 1981-ben fejezték be. Röviddel a Canadair privatizációja és a Bombardiernek leadott megrendelés után a gyártás új lendületet kapott. A CRJ (Canadair Regional Jet) gyártása ekkor indult meg, és a három prototípus közül az egyik 1991. május 10-én végrehajthatta az első repülését. A CRJ100 a következő évben állt forgalomba a megrendelő ügyfélnél, a német Lufthansa légitársaságnál.
Ezt az eredeti változatot hamarosan követte a másik modell, a CRJ200. Ez nagyrészt megegyezett a prototípussal, viszont a hajtóművei hatékonyabbak, így alacsonyabb üzemanyag-fogyasztást jelentenek a légijármű számára, valamint megnövelik az utazómagasságát és a sebességét. Az 1990-es évek során további kiegészítő verziókat és modelleket fejlesztettek ki a típusból, például a kibővített változatot, a CRJ700-at. Hamarosan csatlakozott ezekhez a még nagyobb CRJ900 és CRJ1000. 2006-ban mind a CRJ100, mind a CRJ200 gyártását végleg leállították.
2018-ban a repülőgépből 498 volt használatban. Magyarországra 2002-ben érkezett négy darab, melyeket a Malév leányvállalata, a Malév Express kezdett üzemeltetni. A cég 2005-ös megszűnése után az anyavállalat használta tovább azokat. Az utolsó Malév-gép, amely a cég 2012-es csődje után elhagyta az országot, szintén egy CRJ200 volt.
2019-ben a Mitsubishi átvette a programot a Bombardiertől.

## Fordítás
Ez a szócikk részben vagy egészben  a   Bombardier CRJ100/200 című angol Wikipédia-szócikk ezen változatának fordításán alapul.  Az eredeti cikk szerkesztőit annak laptörténete sorolja fel. Ez a jelzés csupán a megfogalmazás eredetét és a szerzői jogokat jelzi, nem szolgál a cikkben szereplő információk forrásmegjelöléseként.